# Adrián Barbón Rodríguez
Adrián Barbón Rodríguez   (Llaviana, 4 de gener de 1979) és un polític espanyol, actual President del Principat d'Astúries i des del 17 de setembre de 2017, secretari general de la FSA-PSOE. Anteriorment, va ser alcalde del conceyu de Llaviana i president de l'Associació de Comarques Mineres d'Espanya (ACOM). En les eleccions autonòmiques de 2019, la seva candidatura va obtenir 20 escons, sis més que els assolits pel seu predecessor, Javier Fernández, en les eleccions de 2015. Va ser nomenat president d'Astúries el 20 de juliol de 2019.

## Biografia
Va néixer a Llaviana (Astúries), el 4 de gener de 1979, municipi situat en el cor de les Conques Mineres asturianes del que, vint-i-nou anys després, acabaria sent alcalde. Té dos germans més. Va estudiar al col·legi San José de Sotrondio (Samartín del Rei Aurelio) i va cursar l'ensenyament secudari a l'IES David Vázquez Martínez de Llaviana. L'any 2002 es va llicenciar en Dret per la Universitat d'Oviedo.

## Trajectòria política

### Inicis
Als 17 anys, en la seva etapa d'institut, es va afiliar a les Joventuts Socialistes d'Espanya, on va arribar a ser secretari general de Llaviana i de la Vall del Nalón. Posteriorment es va afiliar també al PSOE. En el socialisme asturià és considerat deixeble polític de l'històric dirigent Pablo García Fernández, president d'honor de la FSA-PSOE.
En el 2003, accedeix a l'Ajuntament com a vicealcalde. Posteriorment, el 30 de setembre de 2008, assumeix l'Alcaldia de Llaviana després de la dimissió de Marcià Barreñada per motius personals, convertint-se al seu moment en l'alcalde més jove d'Astúries. Alcaldia que va revalidar tant en les eleccions municipals del 2011 com en les del 2015. Va dimitir del seu càrrec el 9 d'octubre de 2017, ocupant així l'Alcaldia durant més de nou anys, el mandat més llarg d'un alcalde de Laviana des de la recuperació de la democràcia a Espanya.
Ha format part de la Comissió Executiva Autonòmica de la Federació Socialista Asturiana que va encapçalar Javier Fernández entre el 2008 i el 2012. A més, va ser membre del Comitè Federal del PSOE i secretari general de l'Agrupació Socialista de Llaviana, des del 2012 fins a novembre de 2017, quan va ser succeït en aquesta responsabilitat per Roberto Petón Fernández.
Durant la crisi del PSOE de 2016 va ser, juntament amb la exalcaldesa de Llangréu, María Fernández, i Delia Llosa, un dels membres asturians del Comitè Federal que va defensar el no com a posició del Grup Parlamentari Socialista en la sessió d'investidura del popular Mariano Rajoy.
Barbón va recolzar i va participar públicament en la campanya de la candidatura de Pedro Sánchez a la Secretaria General del PSOE en el XXXIX Congrés del PSOE, defensant un canvi en el model de partit en favor de les bases del PSOE. Barbón va rescatar durant la campanya interna lemes històrics com a Socialisme és llibertat. Finalment, aquest període de crisi interna en el PSOE va finalitzar amb la victòria de Sánchez amb un 50,21 % dels vots enfront de Susana Díaz i Patxi López el 21 de maig de 2017.

### Diputat al Congrés
Al setembre de 2015, en substitució de María Luisa Carcedo, va prendre possessió com a diputat al Congrés dels Diputats i va ocupar l'escó durant els últims mesos de la X Legislatura, càrrec que va compaginar amb l'Alcaldia durant aquest breu període.
També va formar part de la candidatura socialista per Astúries al Congrés dels Diputats, en les eleccions generals de 2015, ocupant el número 4 en la llista. De cara a les eleccions generals del 26 de juny de 2016, novament va formar part de la candidatura del PSOE per Astúries al Congrés.

### President de l'Associació de Comarques Mineres d'Espanya
Després de celebrar-se el XXXIX Congrés del PSOE els dies 16, 17 i 18 de juny de 2017, en el qual Pedro Sánchez va sortir triat secretari general dels socialistes espanyols, es va obrir el procés congressual a la Federació Socialista Asturiana.
Després de demanar-li plataformes i més de mil militants de tota Astúries que concorregués a les primàries de la FSA-PSOE, Adrián Barbón va presentar la seva candidatura a secretari general de la Federació Socialista Asturiana el 6 de juliol de 2017 a la Casa del Poble de Gijón. Va comptar amb l'aval de 3215 militants, 1200 més que l'altre precandidat.
Finalment, va ser escollit secretari general del PSOE a Astúries en les votacions del 17 de setembre de 2017, amb 3315 vots, que representaven el 60,6% dels vots dels militants.
El 32 congrés de la FSA-PSOE, sota el lema «el congrés del canvi», es va celebrar els dies 29, 30 de setembre i 1 d'octubre de 2017 a Oviedo. Aquest congrés va donar peu a un nou model de partit, més participatiu per als militants, sobre la proposta d'executiva presentada per Adrián Barbón, aprovada amb gairebé un 65 % dels vots dels delegats. En aquest XXXII Congrés, Barbón es va envoltar d'una jove Comissió Executiva Autonòmica formada per nombroses persones que no havien tingut cap càrrec polític fins al moment. Aquesta executiva va comptar amb l'històric socialista Pablo García com a president honorífic de la Federació Socialista Asturiana. S'iniciava així una nova etapa en la història dels socialistes d'Astúries, tancant l'etapa de Javier Fernández al capdavant de la FSA-PSOE.

### President del Principat d'Astúries
El 30 de maig de 2018 va ser triat, mitjançant el procés de primàries obertes en la Federació Socialista Asturiana, candidat a President del Principat d'Astúries.
En les eleccions a la Junta General del Principat d'Astúries de 2019, celebrades el diumenge 26 de maig, el PSOE d'Adrián Barbón va obtenir el 35,25% dels vots i un total de 20 diputats, duplicant així al Partit Popular d'Astúries, que es va quedar en 10 escons. Pel que fa a les eleccions autonòmiques de 2015, amb Javier Fernández com a candidat, el Partit Socialista Obrer Español va incrementar els seus suports en més de 43.000 vots, arribant a sumar 6 diputats més.
Barbón va ser investit com a president del Principat d'Astúries pel ple de la Junta General del Principat d'Astúries en minoria el 15 de juliol de 2019, amb els 20 vots a favor del PSOE-FSA i els 2 vots d'IU-IAS, quedant a un sol escó de la majoria absoluta.
La seva presa de possessió com a President del Principat d'Astúries va tenir lloc en el Palau de la Junta General d'Astúries davant més de 300 assistents el dia 20 de juliol de 2019. La seva presa de possessió va comptar amb la presència de la Ministra de Sanitat, Consum i Benestar Social, María Luisa Carcedo i del Ministre d'Agricultura, Pesca i Alimentació, Luis Planas. També va assistir a l'acte la sotssecretària general del PSOE, Adriana Llastra.